# میخال توچنی
میخال توچنی (چکی: Michal Tučný؛ ۱۱ ژانویهٔ ۱۹۴۷ – ۱۰ مارس ۱۹۹۵) خواننده و ترانه سرای اهل کشور جمهوری چک بود. او یکی از محبوب ترین خوانندگان سبک کانتری چک به حساب می آید و او را اسطوره موسیقی کانتری چک می دانند (او اغلب به عنوان پادشاه این ژانر شناخته می شود).